# ÍF Fuglafjørður
ÍF Fuglafjørður, vollständiger Name Ítróttarfelag Fuglafjarðar („Sportverein von Fuglafjørður“), abgekürzt ÍF,  ist ein Sportverein mit Sitz in Fuglafjørður auf der Insel Eysturoy, Färöer, der unter anderem im Fußball und Volleyball aktiv ist.

## Fußball

### Geschichte
Nach der Gründung am 25. März 1946 feierte der Verein den größten Erfolg mit der Meisterschaft 1979. Zudem stand ÍF fünf Mal im Pokalfinale (1975, 1982, 1987, 2005 und 2011), konnte jedoch nie gewinnen. Seit 2008 spielte der Verein wieder in der Betrideildin und konnte sich 2010 mit dem vierten Platz erstmals für den Europapokal qualifizieren.
2017 erfolgte als Letztplatzierter der Abstieg in die 1. Deild. Nach dem direkten Wiederaufstieg stand ÍF Fuglafjørður zum Abschluss der Saison 2019 am Tabellenende der ersten Liga. Aufgrund der Tatsache, dass sich keine A-Mannschaft unter den ersten drei Plätzen der zweiten Liga befand, wurde kein Auf- und Abstieg in diesem Jahr durchgeführt. Nach einem sechsten Platz landete ÍF im Jahr darauf auf dem vorletzten Platz und stieg erneut ab, der direkte Wiederaufstieg wurde in der Folgesaison erreicht.

### Trainer
- Ken Wibberley (1978)[1]
- Petur Sigurð Rasmussen (1978)
- Ronny Gunnarsson (1979–1980)
- Sveinbjørn Danielsson (1982)
- Petur Simonsen (1984–1985)
- Bobby Bolton (1986–1988)
- Abraham Løkin &  Páll Guðlaugsson (1989)
- John Sigurð Joensen (1992)
- Meinhard Dalbúð (1993–1994)
- Sonni Jensen (1995)
- Petur Simonsen (1996–1997)
- Piotr Krakowski (1998–1999)
- Petur Mohr (2000)
- Pauli Jarnskor (2001–2002)
- Bogi Lervig (2001–2002)
- Sigfríður Clementsen (2003–2004)
- Petur Mohr (2004)
- Petur Simonsen (2005–2006)
- Jón Simonsen (2006–2007)
- Abraham Løkin (2008)
- Roy Róin (2008)
- Dave Jones (2008)
- Albert Ellefsen (2008)
- Jón Simonsen (2009)
- Jón Simonsen & Abraham Løkin (2009–2010)
- Abraham Løkin (2011)
- Símun Eliasen & Rúni Nolsøe (2011)
- Flemming Christensen (2012)
- Albert Ellefsen (2013–2015)
- Jákup Mikkelsen (2015)
- Jógvan Martin Olsen (2016)
- Jákup Mikkelsen & Símun Eliasen (2016)
- Jákup Mikkelsen (2017)
- Oddbjørn Joensen & Albert Ellefsen (2017)
- Hegga Samuelsen (2018–2019)
- Ólavur Larsen (2019)
- Kári Reynheim (2019)
- Hans Jørgen Djurhuus (2019–2020)
- Ólavur Larsen (2020–2021)
- Bartal Eliasen (2021)
- Agnar Prestá (2021)
- Aleksandar Jovević (2022–)

### Bekannte Spieler

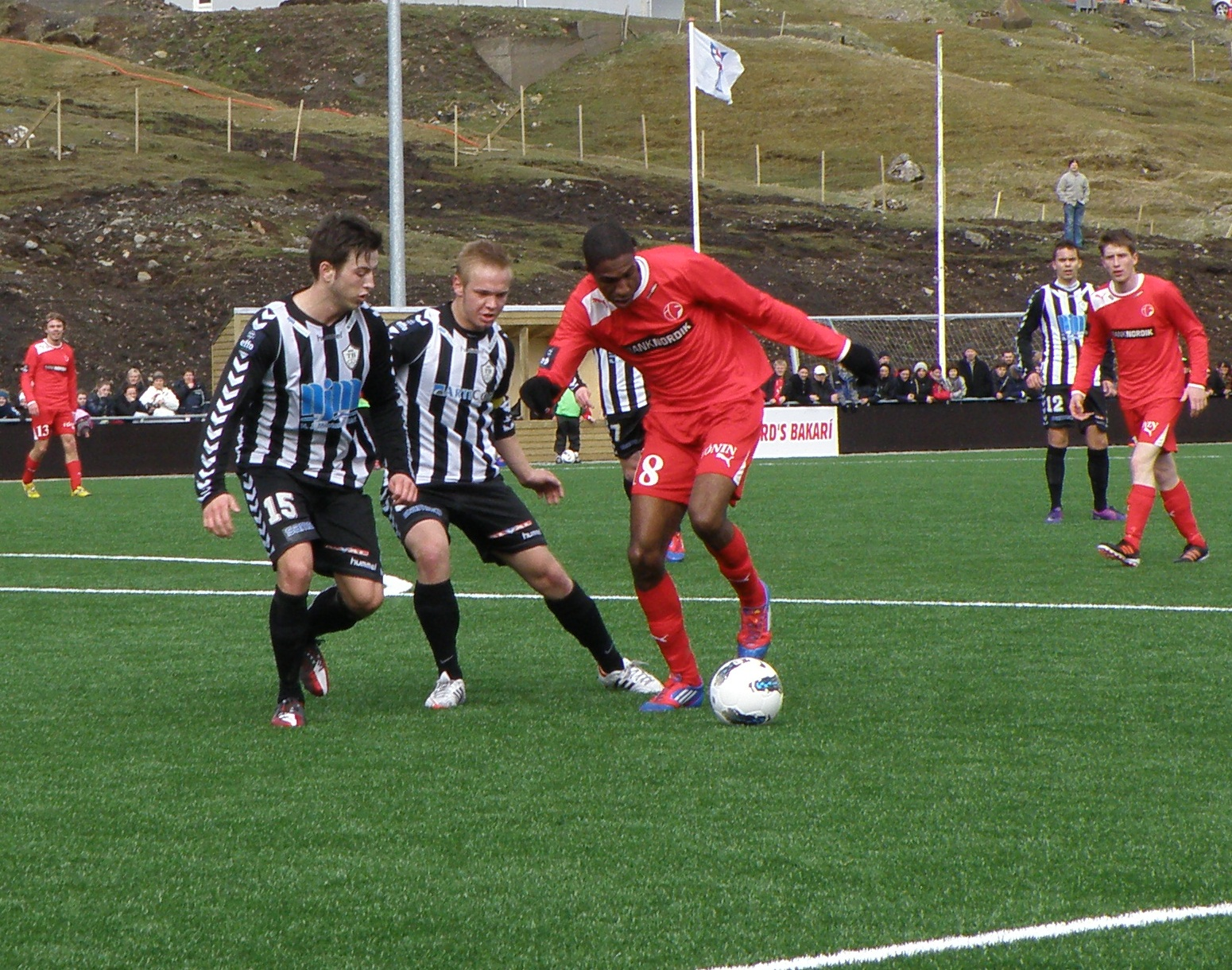
ÍF Fuglafjørður (rot) im Spiel gegen TB Tvøroyri (schwarz-weiß) 2012.

Aufgelistet sind alle Spieler, die mindestens zehn Spiele für die Nationalmannschaft absolviert haben.
- Egil á Bø (1996–1998)
- Rógvi Jacobsen (2009–2010)
- Alvi Justinussen (2000–2001)
- Abraham Løkin (1977–1980, 1985, 1989–1991, 1994, 1999)
- Bogi Løkin (2011–2012, 2014)
- Jákup Mikkelsen (2010–2014, 2016)

Rekordspieler der ersten Liga ist Bartal Eliasen mit 292 Spielen. Eliasen erzielte mit 57 zudem die meisten Tore in der Betrideildin (Stand: Ende 2023).

### Erfolge

#### Titel
- 1 × Färöischer Meister: 1979
- 5 × Pokalfinalist: 1975, 1982, 1987, 2005, 2011

#### Ligarekorde
- Höchster Heimsieg: 7:1 gegen Fram Tórshavn (8. Mai 1977), 7:1 gegen HB Tórshavn (25. September 2011), 6:0 gegen FS Vágar (15. September 1996), 6:0 gegen SÍ Sumba (9. August 1998)
- Höchste Heimniederlage: 0:9 gegen KÍ Klaksvík (31. Mai 1971), 1:10 gegen HB Tórshavn (3. Oktober 1998)
- Höchster Auswärtssieg: 6:0 gegen FC Suðuroy (20. Mai 2012)
- Höchste Auswärtsniederlage: 1:14 gegen HB Tórshavn (1. August 1971)
- Torreichstes Spiel: HB Tórshavn gegen ÍF Fuglafjørður 14:1 (1. August 1971)
- Ewige Tabelle: 10. Platz

## Europapokalbilanz
| Saison  | Wettbewerb         | Runde                  | Gegner                | Gesamt | Hin     | Rück    |
| ------- | ------------------ | ---------------------- | --------------------- | ------ | ------- | ------- |
| 2011/12 | UEFA Europa League | 1. Qualifikationsrunde | KR Reykjavík          | 2:8    | 1:3 (H) | 1:5 (A) |
| 2013/14 | UEFA Europa League | 1. Qualifikationsrunde | Linfield FC           | 0:5    | 0:2 (H) | 0:3 (A) |
| 2014/15 | UEFA Europa League | 1. Qualifikationsrunde | Myllykosken Pallo -47 | 0:1    | 0:1 (A) | 0:0 (H) |

Legende: (H) – Heimspiel, (A) – Auswärtsspiel, (N) – neutraler Platz, (a) – Auswärtstorregel, (i. E.) – im Elfmeterschießen, (n. V.) – nach Verlängerung
| Wettbewerb         | Sp. | G | U | V | T+ | T– |
| ------------------ | --- | - | - | - | -- | -- |
| UEFA Europa League | 6   | 0 | 1 | 5 | 2  | 14 |
| Total              | 6   | 0 | 1 | 5 | 2  | 14 |

## Frauenfußball
Das Frauenteam von ÍF belegte als Gründungsmitglied der 1. Deild zu Beginn in der Regel einen der hinteren Plätze. 1989 und 1990 gelangen dann zwei dritte Plätze in Folge, ehe 1991 der bisher einzige Meistertitel erreicht werden konnte. Die Ernüchterung folgte in der nächsten Saison mit dem Abstieg in die zweite Liga. 1993 gelang der Wiederaufstieg, zudem wurde in diesem sowie im Folgejahr das Pokalfinale erreicht. Dieses wurde in beiden Jahren mit 1:2 und 2:4 nach Verlängerung gegen B36 Tórshavn verloren. 1996 zog sich die Mannschaft aus der ersten Liga zurück, erst 2011 konnte mit dem zweiten Platz in der zweiten Liga die Rückkehr in die 1. Deild erreicht werden. 2014 schloss sich ÍF mit Víkingur Gøta zum neuen Verein ÍF/Víkingur zusammen.

### Bekannte Spielerinnen
Aufgelistet sind alle Spielerinnen, die mindestens zehn Spiele für die Nationalmannschaft absolviert haben.
- Jacoba Langgaard (2013)

### Erfolge

#### Titel
- 1 × Färöischer Meister: 1991
- 3 × Pokalfinalist: 1993, 1994, 2013

#### Ligarekorde
- Höchster Heimsieg: 10:1 gegen NSÍ Runavík (20. August 1989), 9:0 gegen KÍ Klaksvík (15. Mai 1988)
- Höchste Heimniederlage: 0:10 gegen HB Tórshavn (5. Juni 1995), 1:11 gegen KÍ Klaksvík (29. Juni 2012)
- Höchster Auswärtssieg: 7:1 gegen FC Suðuroy (29. April 2012), 6:0 gegen Skála ÍF (7. Mai 1989)
- Höchste Auswärtsniederlage: 0:12 gegen KÍ Klaksvík (18. August 2013)
- Torreichstes Spiel: ÍF Fuglafjørður gegen KÍ Klaksvík 1:11 (29. Juni 2012), KÍ Klaksvík gegen ÍF Fuglafjørður 12:0 (18. August 2013)
- Ewige Tabelle: 10. Platz

## Volleyball
Die Volleyballabteilung von ÍF Fuglafjørður gehört bei den Männern zu den erfolgreichsten. 1989 gelang die erste von insgesamt neun Meisterschaften, im Pokal ist der Verein mit sieben Titeln Rekordpokalsieger. Bei den Frauen gelangen bisher zwei Meisterschaften, die erste davon 2003. Im Pokal wurde 2008 nach zwei vorherigen Finalniederlagen mit einem 3:0 gegen SÍ Sørvágur der einzige Sieg erreicht. Die Männer konnten 2014/15 durch ein 3:1 und 3:0 gegen Fleyr Tórshavn die Meisterschaft gewinnen, die Frauen belegten in der Liga den letzten Platz.

### Erfolge
- 10 × Färöischer Meister der Männer: 1989, 1999, 2001, 2003, 2007, 2009, 2011, 2013, 2014, 2015
- 8 × Färöischer Pokalsieger der Männer: 2001, 2003, 2004, 2009, 2011, 2013, 2014, 2016
- 2 × Färöischer Meister der Frauen: 2003, 2007
- 1 × Färöischer Pokalsieger der Frauen: 2008